# Крынице (гмина)
Крынице (пол. Krynice) — сельская гмина (волость) в Польше, входит как административная единица в Томашувский повет (Люблинское воеводство), Люблинское воеводство. Население — 3697 человек (на 2004 год).

## Соседние гмины
1. Гмина Адамув
2. Гмина Комарув-Осада
3. Гмина Краснобруд
4. Гмина Лабуне
5. Гмина Рахане
6. Гмина Тарнаватка